# Серулешть (Вилча)
Серулешть, Серулешті (рум. Sărulești) — село у повіті Вилча в Румунії. Адміністративний центр комуни Лепушата.
Село розташоване на відстані 172 км на захід від Бухареста, 34 км на південний захід від Римніку-Вилчі, 67 км на північ від Крайови, 148 км на південний захід від Брашова.

## Населення
За даними перепису населення 2002 року у селі проживали 443 особи, усі — румуни. Усі жителі села рідною мовою назвали румунську.